# Saint-Lambert-du-Lattay
Saint-Lambert-du-Lattay és un municipi francès situat al departament de Maine i Loira i a la regió de País del Loira. L'any 2007 tenia 1.701 habitants.

## Demografia

### Població
El 2007 la població de fet de Saint-Lambert-du-Lattay era de 1.701 persones. Hi havia 591 famílies de les quals 124 eren unipersonals (45 homes vivint sols i 79 dones vivint soles), 198 parelles sense fills, 244 parelles amb fills i 25 famílies monoparentals amb fills.
La població ha evolucionat segons el següent gràfic:
Habitants censats

### Habitatges
El 2007 hi havia 687 habitatges, 606 eren l'habitatge principal de la família, 35 eren segones residències i 46 estaven desocupats. 658 eren cases i 26 eren apartaments. Dels 606 habitatges principals, 450 estaven ocupats pels seus propietaris, 149 estaven llogats i ocupats pels llogaters i 7 estaven cedits a títol gratuït; 4 tenien una cambra, 21 en tenien dues, 91 en tenien tres, 145 en tenien quatre i 346 en tenien cinc o més. 480 habitatges disposaven pel capbaix d'una plaça de pàrquing. A 264 habitatges hi havia un automòbil i a 296 n'hi havia dos o més.

### Piràmide de població
La piràmide de població per edats i sexe el 2009 era:
| Homes | Edats   | Dones |
| ----- | ------- | ----- |
| 0     | 95 o +  | 8     |
| 12    | 90 a 94 | 8     |
| 8     | 85 a 89 | 44    |
| 4     | 80 a 84 | 16    |
| 44    | 75 a 79 | 32    |
| 20    | 70 a 74 | 32    |
| 28    | 65 a 69 | 24    |
| 36    | 60 a 64 | 32    |
| 32    | 55 a 59 | 56    |
| 28    | 50 a 54 | 32    |
| 44    | 45 a 49 | 52    |
| 60    | 40 a 44 | 44    |
| 44    | 35 a 39 | 48    |
| 44    | 30 a 34 | 36    |
| 60    | 25 a 29 | 64    |
| 36    | 20 a 24 | 44    |
| 76    | 15 a 19 | 32    |
| 36    | 10 a 14 | 48    |
| 52    | 5 a 9   | 68    |
| 36    | 0 a 4   | 48    |

## Economia
El 2007 la població en edat de treballar era de 989 persones, 797 eren actives i 192 eren inactives. De les 797 persones actives 744 estaven ocupades (396 homes i 348 dones) i 54 estaven aturades (18 homes i 36 dones). De les 192 persones inactives 65 estaven jubilades, 79 estaven estudiant i 48 estaven classificades com a «altres inactius».

### Ingressos
El 2009 a Saint-Lambert-du-Lattay hi havia 674 unitats fiscals que integraven 1.821,5 persones, la mediana anual d'ingressos fiscals per persona era de 16.915 €.

### Activitats econòmiques
Dels 60 establiments que hi havia el 2007, 1 era d'una empresa extractiva, 2 d'empreses alimentàries, 5 d'empreses de fabricació d'altres productes industrials, 10 d'empreses de construcció, 13 d'empreses de comerç i reparació d'automòbils, 4 d'empreses de transport, 3 d'empreses d'hostatgeria i restauració, 4 d'empreses financeres, 3 d'empreses immobiliàries, 4 d'empreses de serveis, 9 d'entitats de l'administració pública i 2 d'empreses classificades com a «altres activitats de serveis».
Dels 17 establiments de servei als particulars que hi havia el 2009, 1 era una oficina de correu, 1 una oficina bancària, 2 tallers de reparació d'automòbils i de material agrícola, 1 autoescola, 1 paleta, 1 guixaire pintor, 1 fusteria, 5 lampisteries, 1 electricista, 1 perruqueria i 2 restaurants.
Dels 4 establiments comercials que hi havia el 2009, 1 era una botiga de menys de 120 m², 1 una fleca, 1 un drogueria i 1 una floristeria.
L'any 2000 a Saint-Lambert-du-Lattay hi havia 63 explotacions agrícoles que ocupaven un total de 900 hectàrees.

## Equipaments sanitaris i escolars
L'únic equipament sanitari que hi havia el 2009 era una farmàcia.
El 2009 hi havia 2 escoles elementals.

## Poblacions més properes
El següent diagrama mostra les poblacions més properes.